# Acanthogonatus francki
Acanthogonatus francki är en spindelart som beskrevs av Karsch 1880. Acanthogonatus francki ingår i släktet Acanthogonatus och familjen Nemesiidae. Inga underarter finns listade i Catalogue of Life.

## Bildgalleri

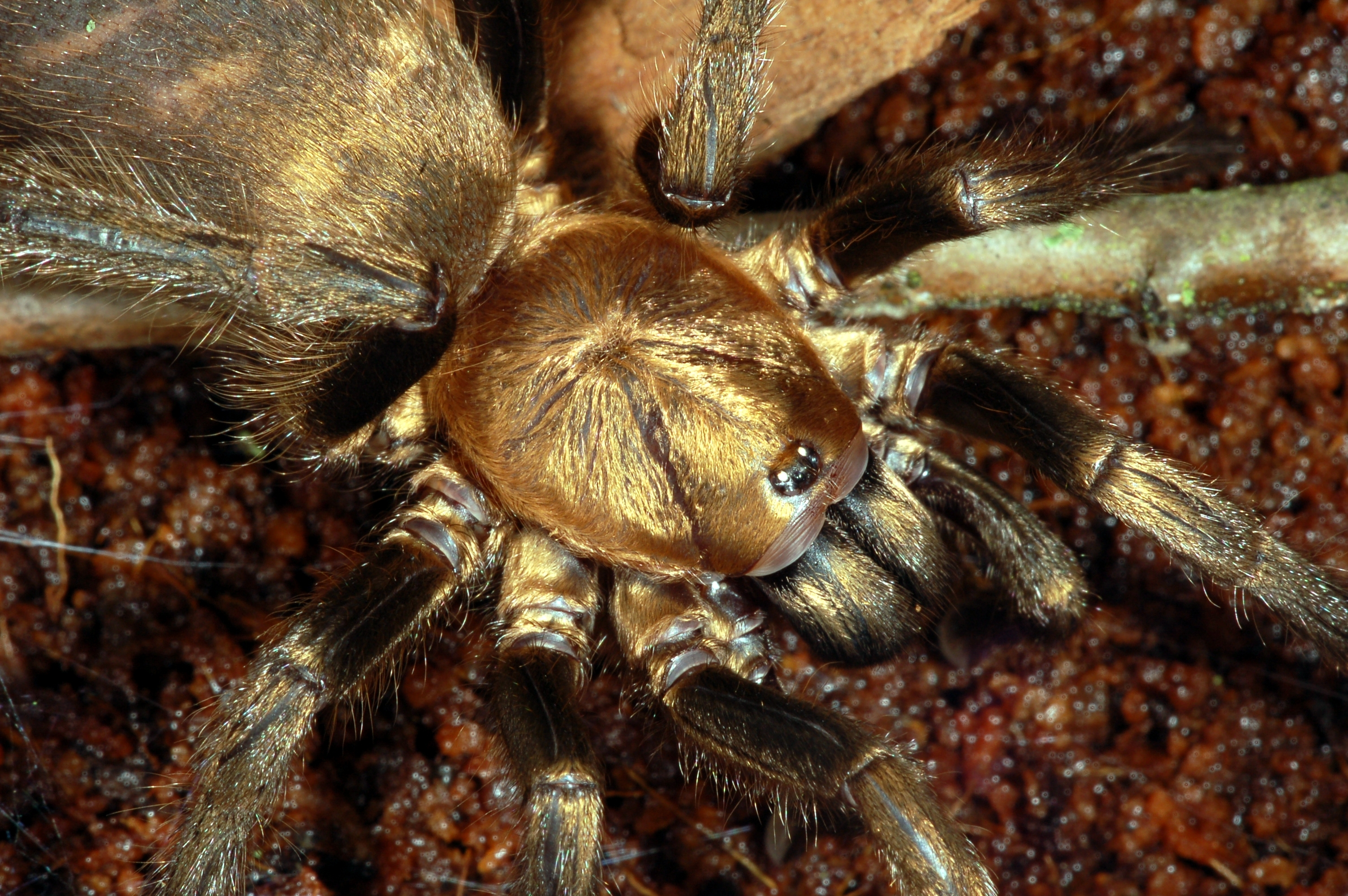